# Gærum
Gærum es una localidad situada en el municipio de Frederikshavn, en la región de Jutlandia Septentrional (Dinamarca). Tiene una población estimada, a principios de 2021, de 625 habitantes.

Se encuentra ubicada en el extremo norte de la península de Jutlandia, junto a la costa del Kattegat (mar Báltico).